# La de Troya en el Palmar
La de Troya en el Palmar es una película española de comedia estrenada el 15 de marzo de 1984, escrita y dirigida por José María Zabalza y protagonizada en los papeles principales por Cassen, Nadiuska y Máximo Valverde.
La película es una parodia sobre la Iglesia palmariana ubicada en el municipio sevillano de El Palmar de Troya.

## Sinopsis
El «Niño del Museo» es un torero que decide retirarse del mundo taurino para dedicarse al cuidado de su hermano minusválido. Para ello acepta cualquier trabajo por esporádico que este sea. Un día, en el transcurso de un viaje a Sevilla, descubre la basílica del Palmar de Troya, un lugar venerado por los ciudadanos ya que se dice que en él se obran milagros. En una procesión comprueba que es verídico y decide llevar a su hermano allí para curarle.

## Reparto
- Cassen como El Niño del Museo.
- Nadiuska como Ana.
- Máximo Valverde como Carlos.
- Joe Rígoli como Fraile.
- Gracita Morales como Dueña del hostal.
- Paloma Hurtado como Manolita.
- Blaki como Genaro.
- Ricardo Palacios como El Exquisito.
- Emilio Fornet como	Abuelo peregrino.
- Mabel Escaño como	Mujer de El Niño.
- Carmen Martínez Sierra